# Chimarrhodella tobagoensis
Chimarrhodella tobagoensis is een schietmot uit de
familie Philopotamidae. De soort komt voor in het Neotropisch gebied.